# Phigalia uniformata
Phigalia uniformata är en fjärilsart som beskrevs av Barend J. Lempke 1952. Phigalia uniformata ingår i släktet Phigalia och familjen mätare. Inga underarter finns listade i Catalogue of Life.